# Gerda Höjer
Gerda Höjer, född 23 juli 1893 i Visby, död 20 juni 1974 i Norrbärke, var svensk sjuksköterska och politiker (folkpartist). Hon var dotter till Nils Höjer.
Gerda Höjer var riksdagsledamot för Stockholms stads valkrets i andra kammaren 1949-1960 och var under hela sin riksdagstid suppleant i andra lagutskottet. Hon var starkt engagerad i sociala frågor, inte minst hälso- och sjukvårdspolitik. Sin sjuksköterskeutbildning fick hon vid Röda Korsets sjuksköterskeskola 1916. Mellan 1945 och 1960 var hon ordförande i Svensk sjuksköterskeförening och ordförande i International Council of Nurses mellan 1947 och 1953 . 
Gerda Höjers pris instiftades 2017 av TAM-Arkiv för att belöna forskning om tjänstemän, akademiker och deras sammanslutningar.   

### Fotnoter
1. 1 2  FemBios databas, FemBio-ID: 13599, läst: 9 oktober 2017.[källa från Wikidata]
2. 1 2 3 4 5 6 7 8 9 10 11  Svenskt kvinnobiografiskt lexikon-id: GerdaHojer0, läst: 25 augusti 2020.[källa från Wikidata]
3. 1 2  Visby domkyrkoförsamlings kyrkoarkiv, Födelse- och dopböcker, SE/ViLA/23085/C I/17 (1879-1894), bildid: 00013078_00328, sida 325, födelse- och dopbok, s. 325, Nationell Arkivdatabas Referenskod: I/17 SE/ViLA/23085/C I/17, läs onlineläs online, läst: 17 maj 2023.[källa från Wikidata]
4. 1 2 3 4 5 6 7 8  Tvåkammar-riksdagen 1867–1970, vol. 1, 1985, s. 113, Svenskt porträttarkiv: sj9PGLAlnmUAAAAAABfNKQ, läst: 17 maj 2023.[källa från Wikidata]
5. ↑  Gravstensinventeringen: 5750?pid=4, läst: 17 maj 2023.[källa från Wikidata]
6. 1 2  Recipients of the Florence Nightingale Medal, 1920-2023 (på engelska), läs online, läst: 9 mars 2025.[källa från Wikidata]
7. ↑  Svensk Sjuksköterskeförening, TAM-Arkiv, läs online.[källa från Wikidata]
8. ↑  läs online, library.icrc.org .[källa från Wikidata]
9. ↑  ”skbl.se - Gerda Höjer”. skbl.se. http://skbl.se/sv/artikel/GerdaHojer0. Läst 13 juli 2020.